# Verkehrsgemeinschaft Ostwestfalen-Lippe
Die Verkehrsgemeinschaft Ostwestfalen-Lippe (VOW) war die erste Tarifgemeinschaft des öffentlichen Personennahverkehrs in Ostwestfalen. Sie wurde 1980 gegründet und bestand bis Oktober 2000. Zunächst umfasste sie die Straßenbahn- und Buslinien im Stadtgebiet von Bielefeld sowie die Bahn-, Post- und TWE-Buslinien ins Bielefelder Umland. Einige Jahre später schloss sich der Kreis Gütersloh an.

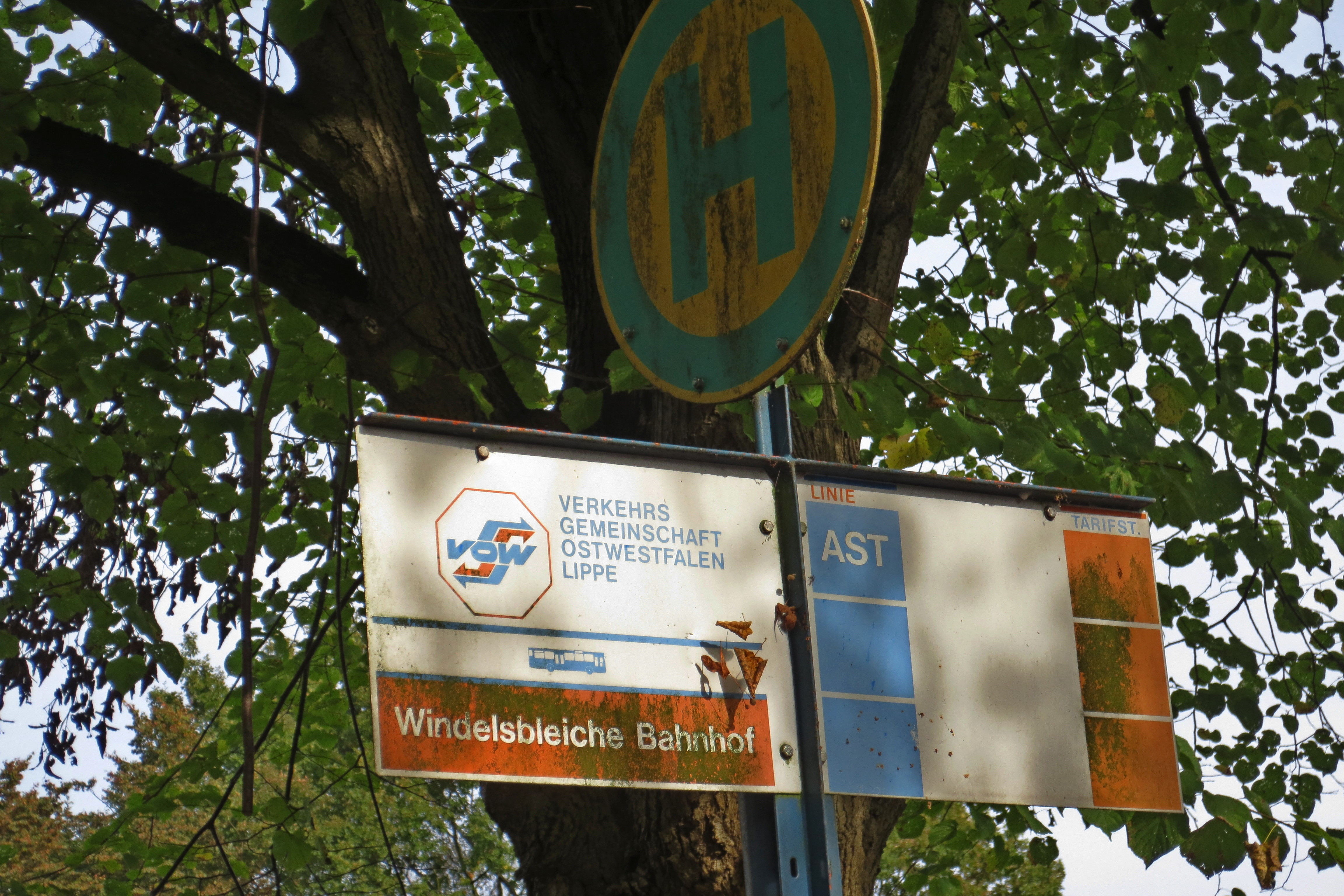
Historische Bushaltestelle aus den 1990er Jahren mit VOW-Logo

Der VOW-Bereich wurde Teil des nordrhein-westfälischen Kooperationsraumes 6. Als gemeinsamer Tarif unter Einschluss des Schienenverkehrs entstand „Der Sechser“, kooperativ organisiert von Aufgabenträgern und Verkehrsgesellschaften durch die OWL Verkehr GmbH. Er ging 2017 im Westfalentarif auf.

## Geschichte
Die VOW wurde am 1. März 1980 zunächst als Verkehrsgemeinschaft Ostwestfalen gegründet. Ziel war, eine umfassende Verkehrsgemeinschaft bzw. einen -verbund für möglichst ganz Ostwestfalen-Lippe einschließlich der Kreise Minden-Lübbecke, Lippe, Gütersloh, Paderborn und Höxter zu entwickeln. Den Anfang bildete eine Tarifkooperation der Stadtwerke Bielefeld mit Bundesbahn und -post (ab 1982/83 Geschäftsbereich Bahnbus GBB) sowie TWE für Straßenbahn und Bus. Zum 1. April 1983 wurde ein gemeinsamer Tarif eingeführt. Einbezogen waren ab Bielefeld durchgehend verkehrende Regionalbusse u. a. bis Herford, Bad Salzuflen, Gütersloh und Spenge. Das regionale Busnetz bestand damals aber noch aus erheblich mehr durchgehenden Linien als heute, dadurch erweiterte sich der VOW-Tarifbereich entsprechend:
- Linie 48 (einheitliche Deutschland-Kursbuchnummer 2048): Kesselbrink – Steinhagen – Brockhagen – Versmold
- Linie 49 (2049): Kesselbrink – Leopoldshöhe – Lemgo
- Linie 54 (2054): Kesselbrink – Enger – Bünde
- Linie 56 (2056): Kesselbrink – Jöllenbeck – Spenge
- Linie 61 (2061): Kesselbrink – Werther (Westf.) – Theenhausen – Neuenkirchen – Melle (wurde nach Integration der Meller Linien in die Verkehrsgemeinschaft Osnabrück VOS und Einführung des Stadtbus Melle eingestellt)
- Linie 62/88 (2062/2088): Kesselbrink – Halle (Westf.) (bzw. Werther – Borgholzhausen) – Bad Rothenfelde (– Osnabrück/ Münster)
- Linien 66/69 (2066/69): Kesselbrink – Lage – Detmold
- Linie 72 (Bahnbus, ca. 1986 umbenannt in 346): Kesselbrink – Stukenbrock – Hövelhof – Paderborn
- Linie 80 (TWE): Kesselbrink – Verl – Rietberg – Lippstadt.

Die privaten Linien bzw. Linien der Stadtwerke Gütersloh (Linie 87 Kesselbrink – Ummeln – Gütersloh) gehörten noch nicht zur Gemeinschaft.
Als zweiter Schritt wurde am 27. September 1985 der Kreis Gütersloh angegliedert (Gemeinschaftstarif ab Herbst 1986): 
- Stadtwerke Gütersloh, Leeker Touristik GmbH Borgholzhausen, Reisedienst Orth KG Versmold, Wittler & Voßhans Omnibusbetrieb GmbH Schloß Holte.

Die Stadtbuslinien in der Kreisstadt erhielten dabei 40er Liniennummern, das Busnetz der Teutoburger Wald Eisenbahn (TWE, heute Veolia Verkehr GmbH) bestand aus Linien mit 70er Nummern und der Überlandbuslinie 80.

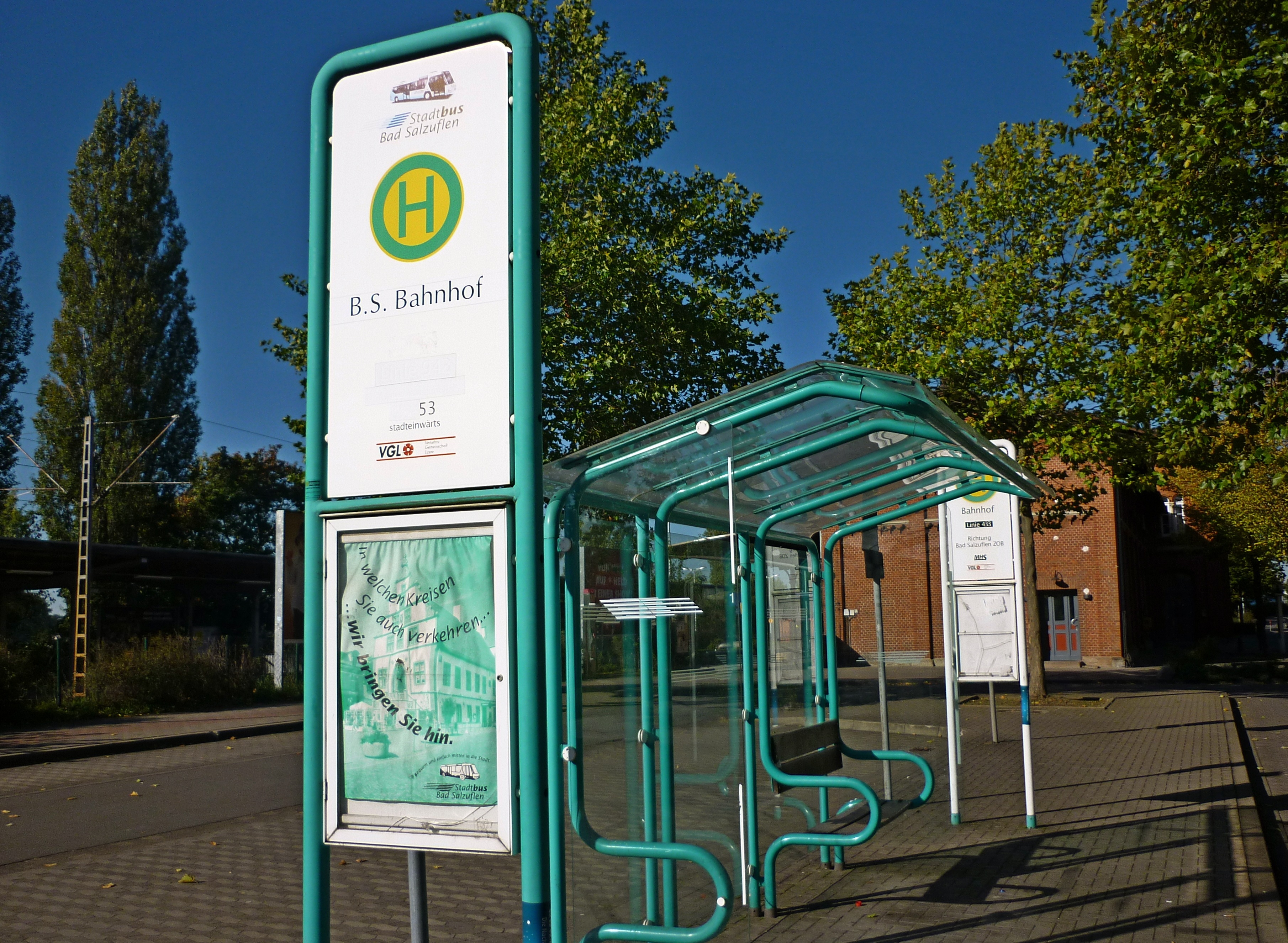
Bushaltestelle am Bahnhof Bad Salzuflen mit Logo der VGL und MHS

Zu einer Erweiterung der Gemeinschaft nach Osten und besonders Süden kam es nicht mehr. Mitte der 1980er Jahre entstanden in den Kreisen Paderborn und Höxter die Verkehrsgemeinschaft Paderborn-Höxter (VPH, Gründung 1986), im Kreis Lippe die Verkehrsgemeinschaft Lippe (VGL, Gründung 1987) und in den Kreisen Herford und Minden-Lübbecke die Minden-Ravensberger Verkehrsgemeinschaft (MRV, Gründung 1985).
Nur die VGL bildete eine Kooperation mit der VOW. Sie bezog als einzige auch den Schienenpersonennahverkehr (SPNV) mit ein. Damit konnten nun erstmals auch ab bzw. innerhalb von Bielefeld Regionalzüge zum Gemeinschaftstarif genutzt werden. Einbezogen waren die Bahnstrecken Bielefeld Hauptbahnhof – Oerlinghausen – Lage – Lemgo und Bielefeld – Herford – Lage – Detmold – Altenbeken – Paderborn. VGL- bzw. VOW-Tickets waren zur Fahrt über Herford gültig, aber nicht ab/bis Herford sowie zwischen Brake und Bielefeld Hbf.
Als gemeinsame Leistung aller Gemeinschaften erfolgten zahlreicher Änderungen bei den Busliniennummern. In ganz OWL sollte es kein Bezeichnung mehr doppelt geben (Paderborn/Höxter war natürlich ausgenommen). Jede Busgesellschaft erhielt eine Zehner- bzw. Hunderternummer zugeteilt:
- 20 bis 200 Bielefeld und Kreis Gütersloh (Stadtwerke Gütersloh 40 bis 47, TWE 70er)
- 300, 600, 700 Busverkehr Ostwestfalen GmbH (BVO), Nachfolger des GBB
- 400 ehemalige Verkehrsbetriebe Minden-Ravensberg GmbH (VMR)
- 500, 900 sonstige, meist Privatbetriebe
- 800 Verkehrsbetriebe Extertal GmbH (vbe, Karl Köhne Omnibusbetriebe GmbH).

Diese Linienbezeichnungen bestehen weiterhin; durch zwischenzeitliche Ausschreibungen und Neuvergaben von Konzessionen decken sie sich jedoch nicht mehr mit den Verkehrsunternehmen und das Liniennetz erscheint damit heute an verschiedenen Stellen ungeordnet.
Nach Inkrafttreten des ersten ÖPNV-Gesetzes für NRW Anfang 1995 wurde eine neue Verbundgesellschaft (Zweckverband) mit dem Ziel, einen umfassenden Verbund für OWL zu entwickeln, gegründet. Der Name war nun „VVOWL“ (Verkehrsverbund Ostwestfalen-Lippe). Das „L“ für Lippe hatte bei „VOW“ bisher gefehlt. Vorangegangen war eine Diskussion über einen OWL-Gesamtverbund incl. Paderborn/Höxter; diese beiden Kreise entschieden sich jedoch für die Gründung einer eigenen Organisation, den Nahverkehrsverbund Paderborn-Höxter (nph, Gründung Oktober 1995). Ab 1995/96 erfolgten Umstrukturierungen in den Gesellschaftsformen. Aus den Tarifgemeinschaften entstanden nun Servicegesellschaften, u. a. die Minden-Herforder-Verkehrs-Service GmbH (MHS) und die Verkehrsgesellschaft Lippe mbh (VGL). Die Aufgaben für Bielefeld übernahm die Gemeinschaft Bielefelder Nahverkehr GbR (GBN).
Der VVOWL entwickelte bis 1999 einen Verbundvertrag, der dann aber politisch nicht mehr durchzusetzen war. Im Oktober 2000 ersetzte der Tarif „Der Sechser“ als Verbundtarif auch für den regionalen Schienenverkehr die VOW, der „VVOWL“ wurde unter Beibehaltung des Namens zum Zweckverband für den SPNV. Getragen wurde der neue Tarif kooperativ von den Aufgabenträgern und Verkehrsgesellschaften, diese gründeten 2004 die Verbundgesellschaft OWL Verkehr GmbH. Anschließend gingen die Servicegesellschaften in diese über.

## Tarifstruktur
Der VOW-Tarif war zunächst ein Zonentarif, auch in der Großstadt Bielefeld gab es eine Unterteilung: 
- Zone 101 Kernbereich, Zone 102 (Nord/Süd) Außenbezirke.

Später gab es nach dem Vorbild des von der VMR eingeführten Tarifsystems folgende Preisstufen:
- C (City), CU (City Umgebung), R (Region), N (Netz, entspricht der heutigen Preisstufe 4 „Der Sechser“).

In Bielefeld wurde ein Einheitstarif eingeführt. Innerhalb des Kreises Lippe sind bis heute alle Ziele per Bus mit der Preisstufe 4 – der Höchststufe des ehemaligen VGL-Tarifs – erreichbar.

## Weblink
- VVOWL „Der Sechser hält Einzug“ (Pressemitteilung 2000) (Memento vom 12. Februar 2013 im Webarchiv archive.today)

Koordinaten: 52° 1′ 38,8″ N, 8° 32′ 9,2″ O